# Sean Gunn (nuotatore)
Sean Michael Gunn (Harare, 23 dicembre 1993) è un nuotatore zimbabwese.

## Biografia
Ai campionati mondiali di nuoto di Barcellona 2013 ha ottenuto il 45º posto nei 50 m stile libero e il 47º nei 100 m.
Ai mondiali di Kazan' 2015 si è piazzato 61º nei 100 m stile libero e 57º nei 200 m.
Ai Giochi panafricani di Brazzaville 2015 ha vinto la medaglia di bronzo nella staffetta mista 4x100 m misti, assieme a Kirsty Coventry, James Lawson e Tarryn Rennie.
Ha rappresentato lo Zimbabwe ai Giochi olimpici estivi di Rio de Janeiro 2016, dove è stato eliminato in batteria, classificandosi 48º nei 100 m stile libero. Nell'occasione ha realizzato il primato nazionale grazie al tempo di 50"87.
Nel marzo 2024 ha fatto coming out come omosessuale in un interevista per Out Sport.

## Palmarès
- Giochi panafricani

Brazzaville 2015: bronzo nella staffetta mista 4x100 m misti;